# Chrysolina colasi
Chrysolina colasi é uma espécie de artrópode pertencente à família Chrysomelidae.